# Erna Gunnarsdóttir
Erna Gunnarsdóttir (22 de marzo de 2000) es una deportista de Islandia que compite en atletismo. Ganó una medalla de bronce en el Campeonato Europeo de Atletismo Sub-20 de 2019, en la prueba de lanzamiento de peso.